# Liste der höchsten Gebäude in den Niederlanden
Der Artikel Liste der höchsten Gebäude in den Niederlanden umfasst eine Liste mit allen Gebäude in den Niederlanden über 100 Metern Höhe (Stand: 2019). Ein Gebäude gilt ab einer Höhe von 150 Metern als ein Wolkenkratzer. Die Niederlande weisen sechs fertiggestellte Wolkenkratzer mit einer Höhe von 150 Metern und mehr auf. Die höchsten Gebäude des Landes befinden sich in der Hafenstadt Rotterdam und nahezu alle höheren Gebäude im Land befinden sich innerhalb des Ballungsraums Randstad. Das höchste Gebäude des Landes ist derzeit der Maastoren mit einer Höhe von 164,8 Metern. 2021 soll De Zalmhaven fertiggestellt werden, der das erste Gebäude mit einer Höhe von mehr als 200 Metern sein wird.

## Liste der höchsten Gebäude in den Niederlanden über 100 m
Alle Gebäude des Landes mit einer Höhe von mehr als 100 Meter. Auch Gebäude, die sich noch im Bau befinden, sind gelistet, jedoch nicht mit einer Nummer versehen.
| Rang | Name                                                     | Bild | Höhe    | Baujahr | Etagen | Stadt            |
| ---- | -------------------------------------------------------- | ---- | ------- | ------- | ------ | ---------------- |
| 1    | De Zalmhaven                                             |      | 212 m   | 2021    | 58     | Rotterdam        |
| 2    | Maastoren                                                |      | 164,8 m | 2010    | 44     | Rotterdam        |
| 3    | New Orleans                                              |      | 158,4 m | 2010    | 45     | Rotterdam        |
| 4    | Cooltoren                                                |      | 154 m   | 2021    | 50     | Rotterdam        |
| 5    | Montevideo                                               |      | 152,3 m | 2005    | 43     | Rotterdam        |
| 6    | Delftse Poort                                            |      | 151,4 m | 1991    | 41     | Rotterdam        |
| 7    | De Rotterdam                                             |      | 151,3 m | 2013    | 45     | Rotterdam        |
| 8    | Rembrandttoren                                           |      | 150 m   | 1995    | 35     | Amsterdam        |
| 9    | Millennium Tower                                         |      | 149 m   | 2000    | 34     | Rotterdam        |
| 10   | Ministerie van Binnenlandse Zaken en Koninkrijksrelaties |      | 146 m   | 2012    | 37     | Den Haag         |
| 10   | Ministerie van Veiligheid en Justitie                    |      | 146 m   | 2012    | 37     | Den Haag         |
| 12   | Hoftoren                                                 |      | 141,9 m | 2003    | 29     | Den Haag         |
| 13   | New Babylon: City Tower                                  |      | 141,8 m | 2013    | 45     | Den Haag         |
| 14   | Westpoint Tower                                          |      | 141,6 m | 2004    | 48     | Tilburg          |
| 15   | World Port Center                                        |      | 133,6 m | 2001    | 38     | Rotterdam        |
| 16   | Het Strijkijzer                                          |      | 131,6 m | 2008    | 41     | Den Haag         |
| 17   | De Kroon                                                 |      | 131,2 m | 2011    | 41     | Den Haag         |
| 18   | FIRST Rotterdam                                          |      | 128,2 m | 2015    | 31     | Rotterdam        |
| 19   | The Red Apple                                            |      | 123,5 m | 2008    | 38     | Rotterdam        |
| 20   | Mondriaantoren                                           |      | 123 m   | 2002    | 31     | Amsterdam        |
| 21   | Grotius I                                                |      | 120 m   | 2021    | 38     | Den Haag         |
| 21   | Carlton                                                  |      | 120 m   | 2010    | 33     | Almere           |
| 23   | Erasmus MC                                               |      | 119,5 m | 2012    | 31     | Rotterdam        |
| 24   | Achmeatoren                                              |      | 115 m   | 2002    | 28     | Leeuwarden       |
| 25   | Maritim Congress Hotel                                   |      | 114 m   | 2020    | 35     | Amsterdam        |
| 26   | De Rokade                                                |      | 113 m   | 2010    | 33     | Spijkenisse      |
| 27   | Utrechter Dom                                            |      | 112,5 m | 1382    | ...    | Utrecht          |
| 28   | Erasmus Medisch Centrum                                  |      | 112 m   | 1968    | 27     | Rotterdam        |
| 29   | Prinsenhof Toren D/E World Trade Center                  |      | 109,5 m | 2005    | 25     | Den Haag         |
| 30   | Waterstadtoren                                           |      | 108,9 m | 2004    | 36     | Rotterdam        |
| 31   | European Patent Office                                   |      | 108,8 m | 2018    | 27     | Rijswijk         |
| 32   | UP:town                                                  |      | 107 m   | 2019    | 35     | Rotterdam        |
| 33   | Blaak Office Tower                                       |      | 106,9 m | 1996    | 28     | Rotterdam        |
| 34   | Weenatoren                                               |      | 106,3 m | 1990    | 31     | Rotterdam        |
| 35   | 100Hoog                                                  |      | 106 m   | 2013    | 32     | Rotterdam        |
| 36   | De Coopvaert                                             |      | 105,8 m | 2006    | 29     | Rotterdam        |
| 37   | De Admirant                                              |      | 105 m   | 2006    | 31     | Eindhoven        |
| 37   | Amsterdam Symphony (1)                                   |      | 105 m   | 2009    | 29     | Amsterdam        |
| 37   | Amsterdam Symphony (2)                                   |      | 105 m   | 2009    | 27     | Amsterdam        |
| 37   | Rabobank Bestuurscentrum                                 |      | 105 m   | 2010    | 27     | Utrecht          |
| 37   | WTC H Toren                                              |      | 105 m   | 2004    | 27     | Amsterdam        |
| 37   | ABN-AMRO World HQ                                        |      | 105 m   | 1999    | 24     | Amsterdam        |
| 43   | Weenacenter                                              |      | 104 m   | 1990    | 32     | Rotterdam        |
| 43   | Castalia                                                 |      | 104 m   | 1998    | 20     | Den Haag         |
| 43   | Overhoeks Residential Tower                              |      | 104 m   | 2020    | 32     | Amsterdam        |
| 43   | The Terraced Tower                                       |      | 104 m   | 2020    | 32     | Rotterdam        |
| 47   | De Hoge Heren (1)                                        |      | 102 m   | 2000    | 34     | Rotterdam        |
| 47   | De Hoge Heren (2)                                        |      | 102 m   | 2000    | 34     | Rotterdam        |
| 49   | Nieuw Babylon Park Tower                                 |      | 101,6 m | 2011    | 31     | Den Haag         |
| 50   | Alphatoren                                               |      | 101,4 m | 2008    | 29     | Enschede         |
| 51   | Schielandtoren                                           |      | 101,4 m | 1996    | 32     | Rotterdam        |
| 52   | Provinciehuis Noord-Brabant                              |      | 101 m   | 1971    | 23     | ’s-Hertogenbosch |
| 52   | StadsHeer                                                |      | 101 m   | 2007    | 31     | Tilburg          |
| 52   | Porthos                                                  |      | 101 m   | 2006    | 32     | Eindhoven        |
| 55   | Grotius II                                               |      | 100 m   | 2021    | 32     | Den Haag         |
| 55   | Ito-toren                                                |      | 100 m   | 2005    | 25     | Amsterdam        |

## Höchste Gebäude in den Niederlanden über Zeit
Zeitleiste des jeweils höchsten Gebäudes der Stadt seit dem Jahre 1382.
| Zeit       | Gebäude       | Bild | Höhe    | Etagen |
| ---------- | ------------- | ---- | ------- | ------ |
| 1382–1991  | Utrechter Dom |      | 112,5 m | ...    |
| 1991–2005  | Delftse Poort |      | 151,4 m | 41     |
| 2005–2010  | Montevideo    |      | 152,3 m | 43     |
| 2010–2020  | Maastoren     |      | 164,8 m | 44     |
| 2020-heute | De Zalmhaven  |      | 212 m   | 58     |